# أبرشية أورغل

خريطة أبرشية أورغل في منطقة كتالونيا شمال إسبانيا ودولة أندورا.

أبرشية أورغل هي أبرشية رومانية كاثوليكية تقع في منطقة كتالونيا شمال شرق إسبانيا ودولة أندورا، وتعود أصولها إلى القرن الخامس الميلادي أو قبله. تقع الأبرشية في المنطقة التي قامت عليها كونتية أورغل التاريخية، رغم أن حدودها الحالية مختلفةٌ بعض الشيء. يقع مقر الأبرشية وكاتدرائيتها في بلدة لا سيو دي أورغل الكتالانية، وتُعَد كامل دولة أندورا جزءاً من الأبرشية.
من الأحداث البارزة في تاريخ أبرشية أورغل الثورة التي قادها الأسقف فيلكس، وانقلاب الأسقف إسلوكا وإسقاطه لأساقفة العائلات الأرستقراطية، وهم سالا آي إرمينغول دل كونلفنت وإريباو آي فولكس دلس كاردونا وغويلم غويفر دي سيردانيا وأوت دي بليارش. ووقعت هذه الحوادث بين عامي 981 و1122.
كان من التحولات البارزة في تاريخ الأبرشية اكتسابها سلطتها على دولة أندورا، حيث أصبح أسقف أورغل يتولَّى المشاركة بحكم أندورا، فيتدبر شئونها أميران، أحدهم هو الأسقف الذي يمثل منطقة جبال البرانس الناطقة بالكتالانية، والآخر هو رئيس جمهورية فرنسا (ملك فرنسا سابقاً). وقد بدأ هذا منذ تنازل كونت أورغل إرمينغول الرابع عن أندورا لأبرشية أورغل في القرن الثاني عشر الميلادي.
حتى عام 1802، كان يتم العمل بنظام ألقاب كنسية في الأبرشية مرتبطٍ بالنظام الملكي الحاكم في المنطقة، المتفق عليه وفق معاهدة صلح البرانس في سنة 1659، ووفق ذلك فقد كانت 33 بلدة من شمال منطقة سيردانيا (في فرنسا حالياً) تخضع لسلطة الأبرشية.

## الأساقفة
- خوان إنريك فايفس سيسيليا: 2003 - 2025.
- جوزيب-لويس سيرانو بينتينات: 2025 - إلى الآن.